# 羅斌 (偶戲專家)

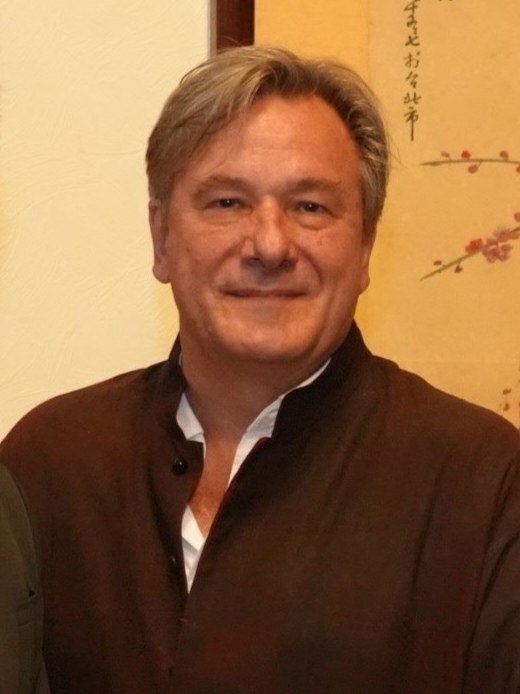
2024年的罗斌

羅斌（荷蘭語：Robin Ruizendaal，1963年—），是一位生於荷蘭海牙、定居於臺灣臺北的漢學研究者、作家、導演和策展人。 他長年致力於研究和推廣亞洲地區的偶戲文化。
他被臺北市政府頒發榮譽市民頭銜，也在2019年獲法蘭西學會道德與政治科學學術院所屬臺法文化基金會與臺灣文化部共同頒贈之臺法文化獎，以表揚他在促進臺灣與歐洲間之偶戲文化和研究之交流推廣方面之成就。2024年獲頒第28屆台北文化獎，表彰其在音樂性與戲劇技巧等層面融合東方偶戲與西方歌劇元素，向世界介紹偶戲，以策展、講學、著書、繪畫等方式，分享台灣布袋戲的歷史與獨特性。

## 生平概要
他自幼即產生對偶戲與亞洲地區文化之興趣。 中學畢業後，他進入萊頓大學主修漢學，並研讀許多中國古代文學作品。1986年，他進入廈門大學中文系研究所就讀，並選擇以泉州傀儡戲作為學位論文研究主題。雖然文化大革命對中國傳統文化造成劇烈破壞，但包括泉州等鄉村地區所受破壞相對輕微，他因而得以針對泉州地區之偶戲文化進行深入研究。
1988年，羅斌在返回荷蘭後再度前往廈門學習閩南話，並藉著在當地中學教授英語取得工作證，進而得以居住在廈門市區，與當地人有更頻繁互動的機會。1989年，他與瑤族女友前往雲南昆明，與中國籍友人共同經營服飾店，半年後再返回荷蘭。
1990年11月，布袋戲藝師李天祿受邀率亦宛然掌中劇團前往歐洲巡迴演出；在荷蘭演出時，羅斌隨團為其擔任翻譯工作，並因而得以近距離觀察臺灣布袋戲文化保存之豐富內容。1991年，他前往高雄、臺南等地區進行短期之傀儡戲研究。1993年，他再度前往臺灣，此後長期定居工作於當地。
1994年，他進入樹火紀念紙博物館任職。1997年，他於財團法人臺原藝術文化基金會所規劃之台北偶戲館籌備處任職。因行政法規等問題，該博物館之籌措遭遇障礙。羅斌於是與該基金會之領導人林經甫號召各界支持，並在3年後於大稻埕街區成立偶戲博物館；為籌措經費，羅斌與博物館夥伴在臺灣各地小學進行收費之皮影戲推廣活動。 不久，布袋戲藝師陳錫煌加入推廣活動團隊，他因而得以專注於劇本創作工作。
他在臺原藝術文化基金會之偶戲博物館擔任館長至2020年，後任職於國立臺灣博物館。

## 外部連結
- Robin RUIZENDAAL | Doctor of Philosophy | Director （页面存档备份，存于）